# Isabel de Obaldía
Isabel de Obaldía, née à Washington en 1957, est une plasticienne panaméenne.
Elle est la fille d'une mère française et d'un père panaméen, le peintre Guillermo Trujillo.
Son travail artistique, comprenant dessin et peinture lors de ses débuts, a intégré également le travail vidéo et s'est ensuite développé en sculpture, avec le travail du verre.
Elle vit et travaille au Panama.

## Biographie
Isabel de Obaldia est issue d'une famille d'artistes et d'intellectuels.
Sa grand-mère paternelle,  María Olimpia de Obaldía est une poétesse reconnue et son grand père, José Domingo de Obaldía est le 2e président de la République de 1908 à 1910.
Sa mère, veuve, s'est mariée alors qu'Isabel de Obaldia avait 11 ans, avec le peintre panaméen Guillermo Trujillo.
Enfant, elle passe beaucoup de temps dans l'atelier de l'artiste, environnée de céramiques précolombiennes, d'objets traditionnels d'Amérique Centrale, ou utilisés pour les rituels chamaniques des Chiriqui. Elle fréquente les musées notamment celui des Arts Décoratifs de Paris, où elle découvre les objets réalisés en verre.
Isabel de Obaldia poursuit ses études tout d'abord avec l'Architecture à l'Université de Panamaen 1976, puis le dessin et la peinture à l'Ecole des Beaux Arts de Paris. Elle obtient un BFA, double diplôme graphic design and cinematography à l'Ecole de Design de Rhode Island en 1979.
Isabel de Obladia poursuit son travail de dessin, de peinture et de vidéo, marquée par les luttes politiques en Panama. Elle réalise notamment Por Panama la Vida, à partir des dernières années de la dictature du général Manuel Noriega. Ses travaux évoquent la violence, le désastre écologique, les luttes féministes.
Attirée depuis son enfance par le verre, elle commence à partir de 1987 son apprentissage du travail du verre à la Pilchuck Glass School, école fondée par Dale Chihuly, près de Seattle, et approfondit son apprentissage auprès d'artiste et designer réputés tels que Gene Koss, Bertil Vallien et Jiri Harcuba.
Si l'influence de l'art précolombien devient de plus en plus présente dans son travail créatif; le corps, morcelé, souvent masculin est constant. La présence humaine, sa force et sa fragilité, sa perméabilité avec le monde animal ou végétal, sont des éléments constants qui irradient l'ensemble de son oeuvre.
À partir des années 1990, son travail de sculpture à partir du verre est reconnu internationalement.
Isabel de Obaldia représente le Panama, présent pour la première fois à la Biennale de Venise en 2024. Elle y utilise l'ensemble de ses outils, sculpture en verre, supports sonore ou multimédia dans son installation; nous plongeant dans la jungle entre le Panama et la Colombie, au cœur du terrible parcours des migrants qui tentent de franchir la frontière.
Elle est représentée par Mary-Anne Martin - Fine Art depuis 1997.

## Vie privée
Isabel de Obaldia est mariée avec Horace Icaza. Le couple a deux jumeaux, Pedro et Sebastián.

## Distinctions
- 1987 : Bourse "Pilchuck Glass School Scholarship", les États-Unis
- 1990 : Première #Prix à l'Oeuvre Graphique, Institut National de Culture
- 1991 : Reconnaissance, IV Symposium International de Verre Crystalez, la République tchèque
- 1992 : Première #Prix, Bienal d'Art Pictural en Panama
- 1993 : Distinction par l'III Symposium International de Verre, la Hongrie
- 1996 : Reconnaissance dans l'I Symposium de Verre Coupé, la République tchèque
- 2006 : Bourse Creative Glass Center, Wheaton Arts, les États-Unis.